# Sebastian Haen
Sebastian Carsten Peter Haen (* 1. September 1979 in Ulm; † 4. Juli 2020 in Hamburg) war ein deutscher Mediziner und Hochschulprofessor.

## Leben
Sebastian Haen wuchs in Tübingen auf und legte dort das Abitur ab. Er studierte Medizin in Berlin, New York, Zürich und an der Universität Tübingen, wo er im Jahr 2007 auch promovierte. Nach dem Studium arbeitete er in der Onkologie an der Medizinischen Klinik des Universitätsklinikums Tübingen und erlangte dort die Facharztanerkennung für Innere Medizin und Hämatologie und Onkologie. Außerdem habilitierte er sich an der Universität Tübingen im Jahr 2018 im Fach Innere Medizin. Zuletzt arbeitete er dort als Oberarzt. Im Jahr 2019 folgte Haen einem Ruf auf die Hubertus Wald-Stiftungsprofessor für Immunologische Krebsforschung und -therapie an die Universität Hamburg.
Haen forschte hauptsächlich in den Bereichen Immunologie, Hämatologie und Onkologie, insbesondere an Bronchialkarzinomen und auf dem Gebiet der Tumorimmunologie, vielfach gemeinsam mit Hans-Georg Rammensee. Er leitete zahlreiche wissenschaftliche Studien auf dem Gebiet der Onkologie und war Autor und Co-Autor von über 30 wissenschaftlichen Publikationen.
Sebastian Haen war verheiratet und Vater eines Sohnes. Er starb am 4. Juli 2020 in Hamburg nach kurzer, schwerer Krankheit.

## Aufsätze
- mit M.W. Löffler, H.G. Rammensee, P. Brossart: Towards new horizons: characterization, classification and implications of the tumour antigenic repertoire. Nature Reviews Clinical Oncology, Band 17, 2020, S. 595–610, doi:10.1038/s41571-020-0387-x
- mit H.G. Rammensee, M.W. Löffler, J.S. Walz, C. Bokemeyer, C. Gouttefangeas: Tumorvakzinierung – therapeutische Vakzinierung gegen Krebs. Der Internist, Band 61, 2020, S. 690–698, doi:10.1007/s00108-020-00814-z
- Martin Wendte (Hrsg.): Professional and Functional Diversification of the Historic ἰατρός - Implications for Modern Medicine. In: Jesus der Heiler und die Gesundheitsgesellschaft - Interdisziplinäre und internationale Perspektiven. 1. Auflage. Evangelische Verlagsanstalt, Leipzig ISBN 978-3-374-05364-3. S. 207–224.
- mit H.G. Rammensee: The repertoire of human tumor-associated epitopes — identification and selection of antigens and their application in clinical trials. Current Opinion in Immunology, Band 25, 2013, S. 277–283, doi:10.1016/j.coi.2013.03.007
- mit P.L. Pereira, H.R.Salih, H.G. Rammensee, C. Gouttefangeas: More than just tumor destruction: immunomodulation by thermal ablation of cancer Clinical and Developmental Immunology, 2011, doi:10.1155/2011/160250